# Lindley Murray (językoznawca)
Lindley Murray (ur. 1745 w Swatara, Pensylwania, zm. 1826 w Holgate) – amerykański prawnik, kwakier, logik, autor gramatyki języka angielskiego English Grammar, adapted to the different classes of learners (Holgate, 1795).
Urodził się w Pensylwanii, w znanej rodzinie kwakrów. W 1784 r. wraz z żoną przeprowadził się do Anglii i osiedlił się w Holgate, niedaleko York, gdzie wspierał dom dla psychicznie chorych, prowadzony przez kwakrów oraz był członkiem Brytyjskiego Towarzystwa Biblijnego.
Murray napisał swoją gramatykę, bazując na dziele Roberta Lowtha, z którego pracy zaczerpnął sporą część tekstu, czyniąc ją bardziej normatywną w metodyce. Jego gramatyka okazała się ogromnym sukcesem, w latach 1800–1840 książka sprzedała się w 15,5 miliona kopii, co dało mu przydomek „ojca angielskiej gramatyki”. Jego książki wyznaczyły standardy w gramatyce angielskiej na co najmniej 50 lat.

## Dzieła
- Power of Religion on the Mind (1787)
- English Grammar (1795)
- English Reader (1799)
- English Spelling Book (1804)